# Marpissa anusuae
Marpissa anusuae là một loài nhện trong họ Salticidae.
Loài này thuộc chi Marpissa. Marpissa anusuae được Benoy Krishna Tikader & Biswamoy Biswas miêu tả năm 1981.